# 拉克鎮區 (北達科他州格蘭特縣)
拉克鎮區（英語：Lark Township）是位於美國北達科他州格蘭特縣的一個鎮區。

## 地方資料
拉克鎮區的面積為93.23平方千米，皆為陸地。根據2020年美國人口普查的數據，當地共有人口48人，而人口密度為每平方千米0.51人。